# Dortmunder Museumsnacht

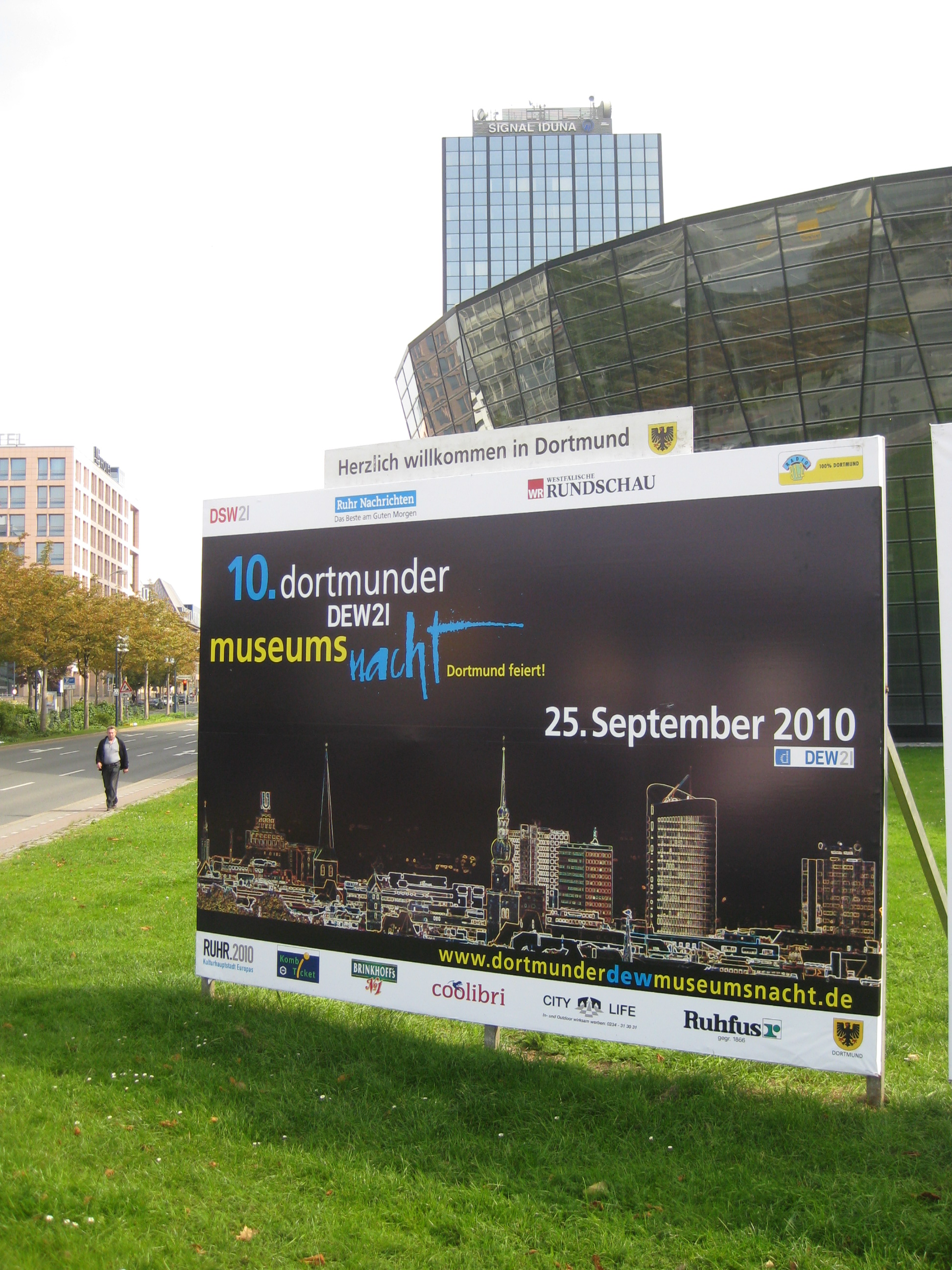
Plakat 2010 vor der Stadt- und Landesbibliothek

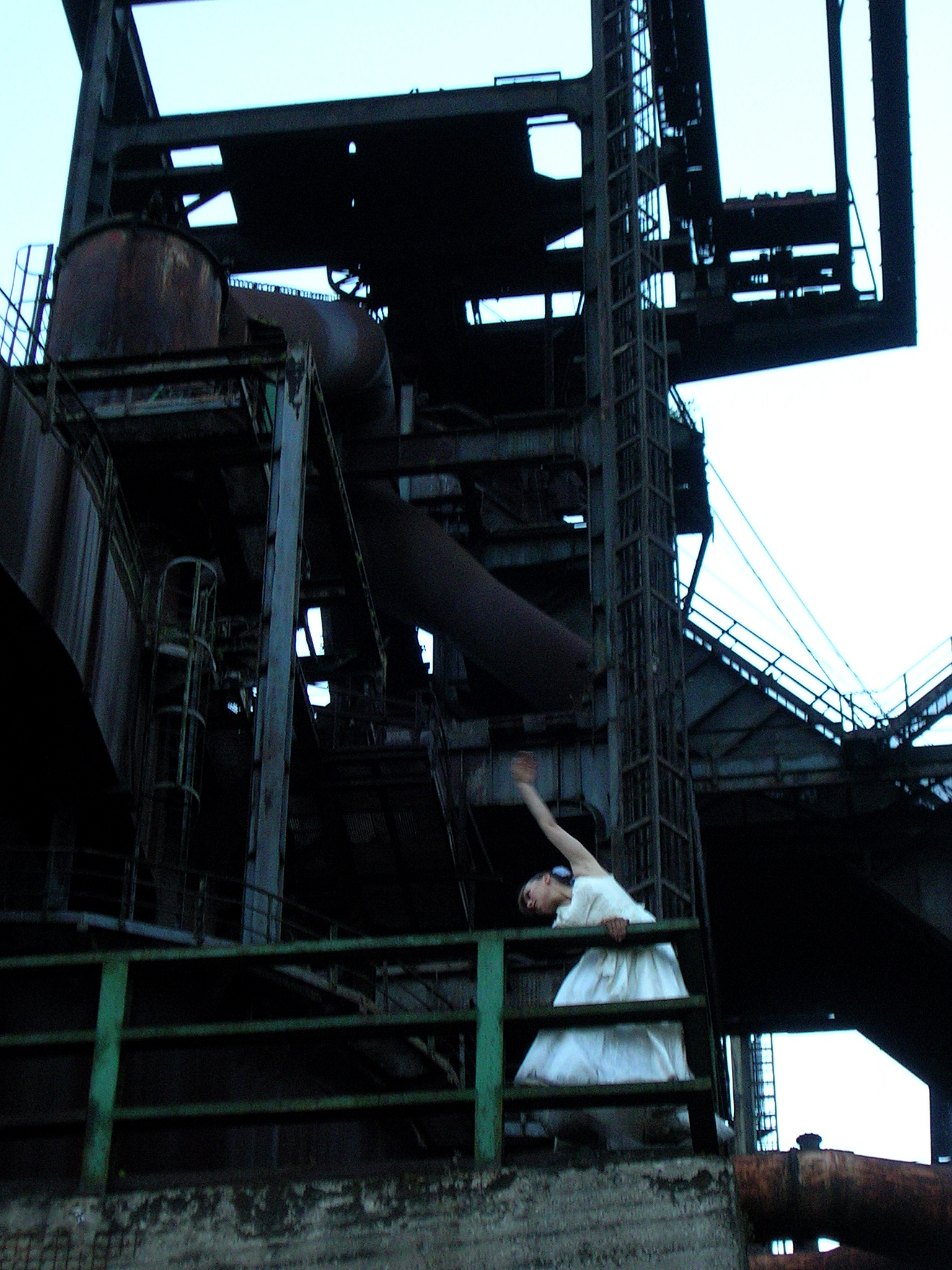
Dortmunder Museumsnacht auf Phoenix-West

Die Dortmunder Museumsnacht (Dortmunder DEW21-Museumsnacht) ist eine jährlich stattfindende, kulturelle Veranstaltung, an der über 50 Einrichtungen – Museen, Galerien, Kirchengebäude und andere Kultureinrichtungen – ihre Türen öffnen. Die Museumsnacht besteht aus mehr als 500 Einzelveranstaltungen, wie zum Beispiel Konzerten, Comedy-Shows, Theateraufführungen, Mitmachaktionen und Führungen durch Museen.
Jedes Jahr kommen in der Regel Ende September (2011 ausnahmsweise im Oktober) zehntausende Besucher und nehmen an der Museumsnacht teil.

## Geschichte
Die Dortmunder Museumsnacht findet seit 2001 regelmäßig einmal jährlich statt. Während es 2001 rund 30 Museen, Galerien, Kirchen und weitere Kulturinstitutionen waren, ist der Veranstalterkreis inzwischen auf rund 60 Häuser gewachsen. Jährlich besuchen ca. 30.000 bis 50.000 Menschen diese Veranstaltung.
Ein besonderes Merkmal der Dortmunder Museumsnacht ist das große Kinderprogramm, das es von Anfang an gab. Daher startet die Dortmunder "Nacht" auch bereits um 16.00 Uhr. Überhaupt liegt beim Programm in Dortmund im Vergleich mit anderen Museumsnächten neben Führungen und Ausstellungen ein großer Schwerpunkt auf Events. So waren 2010 beispielsweise der Kabarettist Fatih Çevikkollu oder die Gruppe Luxuslärm Teil des Programms.
Traditionell findet am späten Abend auf dem Friedensplatz eine Open-Air-Veranstaltung im Rahmen der Museumsnacht statt. Hier traten in der Vergangenheit verschiedene Straßentheater auf oder es wurden Feuerwerksaufführungen gezeigt.
Veranstalter ist die Stadt Dortmund, die Projektleitung liegt bei der Dortmunder Agentur konzeptschmiede-do.
| Titel                             | Motto                                | Datum      |
| --------------------------------- | ------------------------------------ | ---------- |
| 1. Dortmunder evivo-Museumsnacht  | ... mehr als eine geschenkte Stunde! | 27.10.2001 |
| 2. Dortmunder DEW Museusmnacht    |                                      | 28.09.2002 |
| 3. Dortmunder DEW Museusmnacht    |                                      | 27.09.2003 |
| 4. Dortmunder DEW Museusmnacht    |                                      | 25.09.2004 |
| 5. Dortmunder DEW Museusmnacht    |                                      | 24.09.2005 |
| 6. Dortmunder DEW21-Museusmnacht  | "... in einem anderen Licht"         | 16.09.2006 |
| 7. Dortmunder DEW21-Museusmnacht  | der Kontraste                        | 15.09.2007 |
| 8. Dortmunder DEW21-Museusmnacht  | der Kostbarkeiten                    | 20.09.2008 |
| 9. Dortmunder DEW21-Museusmnacht  | der Sinne                            | 26.09.2009 |
| 10. Dortmunder DEW21-Museusmnacht | Dortmund feiert                      | 25.09.2010 |
| 11. Dortmunder DEW21-Museusmnacht | ... macht Spaß!                      | 01.10.2011 |
| 12. Dortmunder DEW21-Museusmnacht | Eine Zeitreise!                      | 29.09.2012 |
| 13. Dortmunder DEW21-Museusmnacht | Vorhang auf!                         | 28.09.2013 |
| 14. Dortmunder DEW21-Museusmnacht | ... der Visionen!                    | 27.09.2014 |
| 15. Dortmunder DEW21-Museumsnacht | Dortmund leuchtet!                   | 19.09.2015 |
| 16. Dortmunder DEW21-Museumsnacht | KulturAktiv!                         | 17.09.2016 |
| 17. Dortmunder DEW21-Museumsnacht | Nacht der klugen Köpfe!              | 23.09.2017 |
| 18. Dortmunder DEW21-Museumsnacht |                                      | 22.09.2018 |